# ماریان مرمیچ
ماریان مرمیچ (کرواتی: Marijan Mrmić؛ زادهٔ ۶ مهٔ ۱۹۶۵) یک بازیکن فوتبال اهل کرواسی است.
وی همچنین در تیم ملی فوتبال کرواسی بازی کرده‌است.